# Douglas Seale
Douglas Seale (Londres, 28 de octubre de 1913-Nueva York, 13 de junio de 1999) fue un actor, productor y director inglés.
Hizo las voces de Krebbs el koala en The Rescuers Down Under (1990) y, dos años después, la del Sultán en Aladdín (1992) (reemplazándolo Val Bettin en producciones subsecuentes). También hizo aparciciones en diversas películas, como Amadeus (1984), y Ernest Saves Christmas (1988), en la cual hizo el rol de Santa Claus. También apareció en la película navideña de 1986, A Smoky Mountain Christmas, como Vernon. Douglas tuvo un protagónico como Santa en la serie de televisión Amazing Stories. En 1989, apareció en el episodio de Family Ties, "Get Me to the Living Room on Time".

## Filmografía
- 1995 - Palookaville
- 1993 - Conserje a su medida
- 1992 - Aladdín
- 1990
  - Casi un ángel
  - Los rescatadores en Cangurolandia
  - Un destino de ida y vuelta
- 1989 - Cazafantasmas 2
- 1988 - Hay que salvar a Papá Noel
- 1987 - Época de cambios
- 1984 - Amadeus

## Series de televisión
- 1989 / 1990 - Las chicas de oro
- 1989 - Enredos de familia
- 1987 - El Auto Increíble
- 1987 - Cheers
- 1987 - El hechicero
- 1985 / 1986 - Cuentos asombrosos

## Teatro
- Noises Off - 1983
- The Dresser  - 1981
- Frankenstein - 1981
- Emperor Henry IV - 1973
- Saint Joan - 1962

- Datos: Q2441446
- Multimedia: Douglas Seale / Q2441446